# IC 2943
IC 2943 ist eine Spiralgalaxie vom Hubble-Typ Sa im Sternbild Großer Bär am Nordsternhimmel. Sie ist schätzungsweise 263 Millionen Lichtjahre von der Milchstraße entfernt und hat einen Durchmesser von etwa 30.000 Lichtjahren. Wahrscheinlich bildet sie gemeinsam mit NGC 3759 ein gravitativ gebundenes Galaxienpaar.
Im selben Himmelsareal befinden sich u. a. die Galaxien NGC 3733, NGC 3737, NGC 3738, NGC 3756.
Das Objekt wurde am 6. Juli 1896 von Hermann Kobold entdeckt.